# Susanna Driano
Susanna Driano (née le 28 mai 1957 à Seattle aux États-Unis), est une ancienne patineuse artistique italienne qui a été médaillée de bronze aux championnats du monde de mars 1978 à Ottawa.

## Biographie

### Carrière sportive
Susanna Driano, qui est née aux États-Unis, a patiné pour l'Italie, le pays d'origine de ses parents. Elle a dominé le patinage artistique italien de 1975 à 1980 en remportant le titre national six fois consécutivement.
Sur le plan international, elle a obtenu trois médailles de bronze aux grands championnats internationaux: une médaille mondiale aux championnats de 1978 à Ottawa, et deux médailles européennes aux championnats de 1977 à Helsinki et de 1980 à Göteborg. Elle a aussi participé à deux olympiades: les Jeux de 1976 à Innsbruck et les Jeux de 1980 à Lake Placid.
Elle arrête la compétition amateur après les Jeux olympiques en 1980, mais n'est jamais réellement devenu professionnel. En 1985, elle a participé et a terminé 4e aux Jeux mondiaux universitaires à Belluno en Italie.

## Palmarès
| Compétitions principales | 1975    | 1976    | 1977    | 1978    | 1979    | 1980    |  |  |  |  |  |  |  |  |
| Jeux olympiques d'hiver  |         | 7e      |         |         |         | 8e      |  |  |  |  |  |  |  |  |
| Championnats du monde    | 9e      | 10e     | 6e      | 3e      | 8e      | F       |  |  |  |  |  |  |  |  |
| Championnats d'Europe    | 6e      | 5e      | 3e      | 5e      | 8e      | 3e      |  |  |  |  |  |  |  |  |
| Championnats d'Italie    | 1re     | 1re     | 1re     | 1re     | 1re     | 1re     |  |  |  |  |  |  |  |  |
|                          |         |         |         |         |         |         |  |  |  |  |  |  |  |  |
| Autres Compétitions      | 1974/75 | 1975/76 | 1976/77 | 1977/78 | 1978/79 | 1979/80 |  |  |  |  |  |  |  |  |
| Skate America            |         |         |         |         |         | 2e      |  |  |  |  |  |  |  |  |
| Skate Canada             |         | 1re     |         |         |         |         |  |  |  |  |  |  |  |  |
| Trophée Richmond         | 4e      | 4e      | 2e      |         | 1re     |         |  |  |  |  |  |  |  |  |
| Trophée NHK              |         |         |         |         |         | 4e      |  |  |  |  |  |  |  |  |
| Légende : F= Forfait     |         |         |         |         |         |         |  |  |  |  |  |  |  |  |